# Micropterix trinacriella
Micropterix trinacriella là một loài bướm đêm thuộc họ Micropterigidae. Nó được mô tả bởi Kurz, M. E., Zeller & M. A. Kurz năm 1997. Nó là loài duy nhất được tìm thấy ở area near miền bắc shore của Sicilia, cũng như in the surrounding của Núi Etna.
Chiều dài cánh trước là 2.6-3.1 mm đối với con đực và 2.8-3.6 mm đối với con cái.